# بخش نگار
بخش نگار یکی از بخش‌های شهرستان بردسیر در استان کرمان است.

## تقسیمات
- بخش نگار
  - دهستان نگار
  - دهستان نارپ

## جمعیت
براساس سرشماری مرکز آمار ایران در سال ۱۳۹۵، جمعیت بخش نگار ۱۷۱۷۱ نفر بوده‌است.

## تقسیمات کشوری
بخش نگار از دو دهستان تشکیل شده‌است:
- دهستان نارپ
- دهستان نگار